# جوني بيتس
جوني بيتس (بالإنجليزية: Johnny Bates)‏ هو لاعب كرة قاعدة أمريكي، ولد في 21 أغسطس 1882 في ستوبنفيل في الولايات المتحدة، وتوفي بنفس المكان في 10 فبراير 1949.

## وصلات خارجية
- جوني بيتس على موقعبيزبول رفرنس.كوم (الدوري الرئيسي) (الإنجليزية)
- جوني بيتس على موقعبيزبول رفرنس.كوم (الدوري الثانوي) (الإنجليزية)
- جوني بيتس على موقع مشجعي الرسوم البيانية (الإنجليزية)